# Жовтобрюшка чорносмуга
Жовто́брюшка чорносмуга (Eremomela atricollis) — вид горобцеподібних птахів родини тамікових (Cisticolidae). Мешкає на півдні Центральної Африки.

## Поширення і екологія
Чорносмугі жовтобрюшки мешкають на півдні Демократичної Республіки Конго, в Анголі і Замбії. Вони живуть в сухих саванах і сухих тропічних лісах міомбо.